# أندرسون رودريغوس (لاعب كرة طائرة)
أندرسون رودريغوس (بالبرتغالية: Anderson de Oliveira Rodrigues) (21 مايو 1974 في البرازيل - ) هو لاعب كرة طائرة برازيلي في مركز ضارب خارجي ‏. شارك في الألعاب الأولمبية الصيفية 2008 والألعاب الأولمبية الصيفية 2004.

## وصلات خارجية
- أندرسون رودريغوس على موقع الاتحاد الأوروبي (الإنجليزية)
- أندرسون رودريغوس على موقع عالم الكرة الطائرة (الإنجليزية)
- أندرسون رودريغوس على موقع دوري الدرجة الأولى الإيطالي للكرة الطائرة - رجال (الإيطالية)
- أندرسون رودريغوس على موقع أوليمبيديا (الإنجليزية)
- أندرسون رودريغوس على موقع اللجنة الأولمبية البرازيلية (البرتغالية)